# Río Raíces
El río Raíces es un pequeño río situado en el concejo de Castrillón, Principado de Asturias. Afluente del río Alvares, recorre aproximadamente 14 kilómetros.

## Fauna
Según muestreos de pesca eléctrica acometidos entre los años 1997 y 2019, referencias bibliográficas y comunicaciones orales fidedignas, en el río Alvares se han detectado especímenes de anguila.